# ギャオス
ギャオスは、大映の怪獣映画であるガメラシリーズに登場する架空の怪獣。
コウモリのような羽根を持つ飛行生物である。

## 特徴
直立歩行が可能で、前足が翼となっている。翼はコウモリのように数本の指骨に支えられ、その間を皮膜がつないだ構造に見えるが、コウモリにおける親指1本が遊離している位置には自由に動かせる指が3本ほど存在する。頭部は上方からの視点だと歪んだ六角形に見え、鼻先や後頭部両側後方が尖っているため、形状はほぼ初心者マークと同じである。尾はあまり長くないが、先端が魚類の尾鰭に近い扇状になって縦向きに付いている。
ガメラシリーズでガメラ以外では唯一、昭和と平成の時代をまたがって映画作品に登場している怪獣であり、その他の媒体（漫画やゲームなど）でも、ガメラの敵役怪獣の中で出演回数が最多におよぶ。
『大怪獣空中戦 ガメラ対ギャオス』の登場個体は、細胞が紫外線による劣化で収縮するために太陽光線を嫌う夜行性という弱点を持つ一方、身体の末端部を失っても短時間で再生できるという優れた再生能力を持つ。口からは何でも切断する300万サイクルの衝撃波の「超音波メス」を発射するが、これは音叉の役割をする二股の頸椎から発振するため、首は正面で固定された構造となっており、普通の動物のように振り向くことすらできない。あらゆる動物を食する肉食性であり、特に人間の血肉を好む。
『ガメラ 大怪獣空中決戦』の登場個体は、人間だけでなくブタやイヌなども食することが示唆されているほか、共食いすら行う。昭和シリーズの登場個体はいずれも首を動かせなかったが、こちらの個体は問題なく動かせるうえ、超音波メスも首を動かしながら発射できる。卵生であるうえに成長はきわめて早く、翼長が幼体時で約15メートルだったのが数日経過後には約50メートル、さらに成体となった際には100メートルにまで達している。また、当初は太陽光線を嫌うが成長に伴って進化し、成体の目には遮光板が形成される。
上記の個体のほか、地球外惑星に住む亜種の宇宙ギャオス、経緯などが一切不明な変異体のイリス、海棲性のギャオス（海棲性）が存在する。また、『ガメラ2000』や月刊マンガボーイズの『大怪獣ガメラ』など、本編以外の関連作品には様々なギャオスの亜種や変異個体や合体怪獣などが登場している。
代表的な攻撃能力としては上述の「超音波メス」が存在するが、口から吐く火炎を武器とする媒体も存在している。

## 登場映像作品
- 大怪獣空中戦 ガメラ対ギャオス（1967年）
- ガメラ対大悪獣ギロン (1969年)
- ガメラ 大怪獣空中決戦（1995年）
- ガメラ3 邪神覚醒（1999年）
- 小さき勇者たち〜ガメラ〜（2006年）
- GAMERA（2015年）
- GAMERA -Rebirth-（2023年）
- これらの他、『ガメラ対宇宙怪獣バイラス』、『ガメラ対大悪獣ギロン』、『ガメラ対大魔獣ジャイガー』、『宇宙怪獣ガメラ』にライブフィルムで登場。

## 派生キャラクター
- 『ガメラ対大悪獣ギロン』には宇宙ギャオスが登場する。『ともだち 小さき勇者たち〜ガメラ〜』でも同名の非検体が複数登場している。
- 『ガメラ3 邪神覚醒』にはイリスが登場する。
- 『ガメラ外伝Ver2.5』にはシーギャオスが登場する。
- 『大怪獣ガメラ』（月刊マンガボーイズ）には通常のギャオスとは別に「パワード・ギャオス」が登場する。
- 『ガメラ2000』には様々な姿と能力を持つギャオス変異体が登場する。
- 自主制作作品である『ガメラ4 真実』の主要な敵としてアルビノギャオスが登場する。

## 昭和ガメラシリーズのギャオス

### 超音波怪獣 ギャオス

『大怪獣空中戦 ガメラ対ギャオス』のポスター

シリーズ第3作『大怪獣空中戦 ガメラ対ギャオス』で初登場。企画当初の名前は「バンパイヤー」だった。
尾は短く、ジェット戦闘機の垂直尾翼に似ている。首は太く短く、この部分で背骨が二又しているため、頭部は目と顎以外がほぼ完全に固定された状態となっている。頭部からは光のシグナルを発するうえ、空腹時は頭部の後ろが緑に、体調が危機に陥ると頭頂部が赤に発光する。光の他に炎も苦手とされるが、胸から放出する黄色い消火液（消火ガス）で鎮火できる。『宇宙怪獣ガメラ』の実質的な続編である『マンガボーイズコミックススペシャル：大怪獣ガメラ』では、主に煙幕としてこの能力を使用している。飛行能力に優れ、飛行時にソニックブームを発生させて被害を出したり、両翼を使って戦車隊をも吹き飛ばすほどの暴風（大旋風）を発生させる。
また、書籍によっては他の能力や特性も書かれている。たとえば頭部には「超能力液」と「レーダー耳」を有し、胃は人間の血液をジューサーのように搾り取り、後ろ足には「圧縮電器管」と「圧縮空気袋」を持ち電気や圧縮した空気を噴出し、手足の爪からは毒液を発し、上述の消火液と同様に毒粉をまき散らし、消化液には敵を痺れさせる効果があるとされている。また、フォッサマグナから富士山に移住し、富士山の内部や地下には複雑な構造を持つ巣があり、「ギャオスの墓場」や「餌となる巨大昆虫を飼育する洞窟」なども存在するとされる。
太陽の紫外線を浴びると体細胞が壊れる性質を持つが、再生能力は非常に高く、欠損した部位も時間が経過すれば再生される。血液は汚れたような色合いのピンクである。また、切断された足の指が自力で動くという描写もされている
名称は、英一少年の「ギャオーと鳴くからギャオスだ」との発言からである。
このような生物は有史以来出現したことがなく、作中ではどの生物とも異なる分類「怪獣類」が提唱される。主に空を活動域にしており、地上では比較的緩慢である。一方、ガメラは水中や地上では自由に動けるものの、空ではギャオスの機動力におよばない、というふうに両者の活動の差がその戦いに影響を与える。英一少年を襲おうとした際にガメラと対決し、後半で都市部へ進出して名古屋城や新幹線などを襲う。
フォッサマグナ付近の地下空洞で眠っていたらしく、富士山の突然の爆発によって復活すると、そこへ飛来したヘリコプターを地下空洞から発射した超音波メスで切断し、その搭乗員を捕食する。やがて夜間に空洞から外へ飛来し、人間や家畜を襲う。初対戦では、英一少年を救うために現れたガメラに強力な超音波メスを放って近寄らせなかったが、手脚を収納したガメラに体当たりされて怯み、英一少年を救出される。
名古屋でのガメラとの再戦では、激しい空中戦の際に黄色い煙を吹きかけることでガメラの飛行能力を奪って伊勢湾に落とすが、海中から逆襲するガメラに脚を噛まれて動きを封じられたうえ、夜明けが迫ったために脚を超音波メスで切断して逃走する。こうして得られたギャオスの肉片を解析した自衛隊により、人工血液でおびき寄せたギャオスをラウンジの回転盤に乗せて動きを止め、夜明けを待つ作戦が実行される。その結果、ギャオスはおびき寄せられるが、機械が限界を迎えて故障して回転盤が止まったために作戦は失敗し、再び逃走する。
しかし、英一少年の「ガメラは火が好きだからうちの山で山火事を起こせばいい」との発言を受け、自衛隊による山火事作戦が決行される。そして、ギャオスは山火事を鎮火しようと現れるが、そこでガメラとの再々戦となる。超音波メスと黄色い煙でガメラの動きを制限し、手脚を収納したガメラを持ち上げて飛翔して高空から何度も落とすが、ガメラの投げた岩で口を塞がれて超音波メスを封じられたうえ、後ろを向けない弱点をガメラに突かれた末、背後から首を噛まれて大量出血したのが致命傷となり、ガメラに抑え込まれたところに昇ってきた朝日を浴びて完全に動けなくなり、そのまま富士山火口内へ引きずり込まれ、絶命する。
『宇宙怪獣ガメラ』では、別個体が宇宙海賊船ザノン号にコントロールされ、名古屋を襲撃する。
- 造形物は翼を広げたタイプと翼を折りたたんだタイプの着ぐるみ2つに加え、操演モデルと実物大の足の指が作成された。そのうち、翼を広げたタイプの着ぐるみは後述の宇宙ギャオスに流用された。
- 柳田理科雄の考察本『空想科学読本』においては、「この身長にこの体重では密度は二酸化炭素並みになる」と計算されている[12]。
- ガメラの歌のソノシートや大伴昌司などによる資料によっては、ギャオスは爪に毒を持ち（後述のギャオス・ハイパーの設定に類似する）胸部から毒粉を発し、脚からジェットを噴出し、脳には体力を保つ「超能力液」を持ち、胃袋を2つ持ち、火山に巣を作り「幼虫」がいるなどの生態が述べられている（平成以降では「ギャオスの幼体の餌の昆虫」とされている）[13]。

### 宇宙ギャオス
『ガメラ対大悪獣ギロン』に登場。身体が銀色の光沢を持つこと、血液が濃い紫色をしていることを除けば、上記のギャオスと変わらない。この種は複数登場した（複数のギャオスが登場する案は本作品が初）。命名はトム少年によるもの。全長85m、体重75t。
惑星テラは原子力を利用して文明を発達させていたものの、原子炉の爆発の影響によって宇宙ギャオスが生まれ、次々にテラの住人を襲って捕食するようになったと設定されている。
ギロンとの戦闘では得意の超音波メスを放つものの、ギロンの包丁のような頭部で反射され、右足を切断されてしまう。今度は空中から背後に迫るが、ギロンの背面斬りで左翼を切断されて墜落したうえに右翼も切断され、身動きが取れなくなったところで首を切断され、ついに死亡する。肉は酷く臭いらしく、ギロンは殺した個体を切り刻んで食べようとしたが、あまりの臭さに食べるのを諦めている。宇宙ギャオスが多数存在するにもかかわらず惑星テラが深刻な食糧難となっているのは、そのせいである。
なお、地球のギャオスと違い昼間に活動し、血の色が紫色。ガメラとは戦っておらず、上記のようにかませ犬として登場という扱いである。
- 着ぐるみは『大怪獣空中戦 ガメラ対ギャオス』の翼を広げたタイプを流用。着ぐるみのほか、ギニョールや操演モデルも使用されている。
- 企画段階では「モンガ」と呼ばれる怪獣が考案されていたが、予算の都合で宇宙ギャオスに変更されたとされている[15]。

## 平成ガメラ3部作のギャオス

### 超遺伝子獣 ギャオス
『ガメラ 大怪獣空中決戦』に登場。劇中では当初「鳥」と呼ばれていたが、後にガメラの背中にあった古代の石板に記された碑文を解読した結果、「ギャオス」と呼称されるようになった。
平成ガメラシリーズでは、はるか太古に滅亡した超古代文明が現代よりも遥かに高度な遺伝子工学を用いて生み出した人工生物（生物兵器）であり、目的は不明であるが『ガメラ3 邪神覚醒』で「増えすぎた人口を減らすため」という説が提唱されていることからも、一貫して「餌は人間、敵はガメラ」という設定である。体細胞のうち染色体は大きいものが1対のみで、しかもこの染色体は人為的に生み出された都合上、進化の過程で発生する無駄な塩基配列がない完全な構造となっている。また、孵化直後は全員雌であったが、さまざまな生物の遺伝子情報が入っているため、性転換できる。これにより、単為生殖が可能である。孵化直後から体長は数メートルとすでに人間よりも大きいうえに成長速度が非常に速く、翼長については約15メートルから46メートルの亜成体を経て、185メートルの成体に成長する。体格も昭和版よりも格段に巨大化しているうえ、成長に伴って凶暴性も増していく傾向があり、食糧不足になると同種間での共食いも始め、弱った仲間や死んだ仲間に平然と食らいつく。
昭和版に比べると、体色は赤く、頭はやや平たく幅広くなり、眼は目立たないものの蛇や猫のような瞳孔で、より動物的なプロポーションとなり、地上での活動も自由自在となっている。昭和版では動かなかった首も、何ら問題なく動かせる。地上を走り、翼を振り回して殴りかかり、低く飛び上がって足の爪で攻撃することもできる。また、昭和版同様光が苦手で活動は主に夜間が中心となるが、夕暮れ時に飛び回るシーンがあることから、昭和版よりは幾分耐性があるらしく、細胞の破壊が起こる様子はないようである。強力かつ迅速な自己進化能力を持っており、成体になると眼の辺りに無数の水晶体で作られた遮光膜が発生し、苦手だった太陽光にも耐性ができ、光の反射によって目が赤く光って見えるようになる。防御力はあまり高くなく、敵からの攻撃に対しては、空中を飛翔して回避することが主である。飛行速度は昭和版と同じくガメラを上回り、尾膜を超振動させて推進力を発生させ、可変翼戦闘機のように「空中で羽根を折り畳み、空気抵抗を減らす」ことによって、その速度をさらに増すことも可能である。捕食する際には相手を手掴みして口へ放り込む昭和版と違い、直接口で食らいついて貪る。また、昭和版のように耳と頭頂を光らせる機能も無く、炎を鎮火させる煙も出さず、体液も宇宙ギャオスのような紫色である点が異なるが、これは後述するギャオス・ハイパーも同様である。超音波メスは、音波を収束させて放つビームのような描写がなされており、その影響か劇中ではケージを切断する際に収束した音波がケージを振動させていた他、木曽山脈での使用の際は吊り橋のワイヤーロープの留め具が外れたり、腕時計の文字盤のガラスが割れたりする描写があった。
当初は長崎県五島列島に出現し、嵐の夜に姫神島の小さな集落を壊滅させた。この時点での体長は数メートルで、3体が確認されている（姫神島の洞窟でも、仲間に食害された死骸が2体発見されている）。自衛隊は、この3体を福岡ドームへ誘導し、用意しておいた肉を食べている隙にドームの天井を閉め、麻酔弾を撃ち込むという「ギャオス捕獲作戦」を試みるが、1体は麻酔弾が外れて天井が閉じる前に逃亡した直後、上陸したガメラによってコンビナートの送油パイプに叩き落とされ、爆死する。
その後、捕獲に成功した2体も超音波メスでケージを切断し、逃亡する。そのうち1体は木曽山脈に出現し、馬や牛などを捕食していたが、さらに子供を助けようとしていた長峰真弓たちを捕食しようとしたところをガメラに火球で葬られ、最後の1体はガメラへの敵視を解いていなかった政府や自衛隊の攻撃を助力にして逃げ切り、富士山の麓の森に降り立って身長85メートルにまで成長を遂げた後、東京に出現して電車を襲い、乗客たちを食い尽くす。この一件でようやく自衛隊や政府はギャオスの捕獲中止を言い渡し、攻撃対象をガメラからギャオスに切り替えたが、すでにギャオスは手に負えるものではなくなっており、飛行中の自分に向けて発射された81式短SAMを巧みに誘導して東京タワーに命中させ、その折れた跡に営巣して産卵する。しかし、傷が癒えて再び現れたガメラの火球で巣を焼却されて卵は全滅する。
しかしそこから飛び立って回避すると、ガメラとの空中戦を繰り広げた後、超音波メスでガメラを墜落させて市街地での地上戦に移行。地上戦でもガメラに対して互角ながらやや有利に展開するが、ガメラのエルボークローに吹き飛ばされてビルの下敷きとなる。それでも無事であったため高空へ飛翔したガメラを追って飛び上がり、ついには大気圏をも飛び越えて宇宙空間でガメラに追いつくが、それを待っていたガメラに右足を噛みつかれて捕縛されたまま、ジェット噴射を止めたガメラによって強引に地球の重力に引きずり込まれて落下する。最終的に右足を切り落としてガメラを扇島の石油コンビナートに墜落させ、そこに超音波メスによる空爆を加えて追い打ちをかけるが、最期は地上に降り立って復活したガメラと対峙し、超音波メスとガメラのハイ・プラズマによる一騎打ちとなるも敗れ、頭部を吹き飛ばされて死亡した。残った胴体も直後に倒れこみ爆発四散している。
- スーツアクター（スーツアクトレス）は亀山ゆうみ[19][20][注釈 10]。ギャオスの体格の細さから、亀山が起用された[20]。亀山によると1994年2月に『大怪獣空中戦 ガメラ対ギャオス』を偶然ビデオで視聴したのだが、その4、5日後に知人のスーツアクターからこの仕事を紹介されたという。しかし、亀山自身は自分の名前に「亀」の字を有するため、本当はガメラを演じたかったと述べている[10]。
- 初期稿と小説版では5体のギャオスが姫神島から飛び立っている。1体は福岡ドームで自衛隊に射殺され、1体は木曽山中の戦いで負傷した後、仲間に喰い殺された。また、航空自衛隊との折り合いのために映画ではカットされたシーンだが、銀座方面へ向かう途中の東京上空でF-15Jを超音波メスによって撃墜し、機体が有楽町マリオンに突っ込むという描写もあった。
  - 本作の最初期の構想は小中千昭と小中和哉による物と岡田恵和による物が存在し、小中兄弟による「小中ガメラ」では後述の通り『小さき勇者たち～ガメラ～』のオリジナルギャオスに近い大きさである。ガメラとギャオスはそれぞれが敵対する超古代文明の守護神であり、両者とも遺跡から発掘された手のひら大の遺物状の卵から1メートル、8-10メートル、20-25メートル以上と巨大化し、ギャオスも生物発光を行ったり、翼を失ったあとに全身から高熱を発しながら地上戦に適応・特化した戦闘形態を持っていた。この初期稿ではガメラを「海」の怪獣としてよりフィーチャーしていて、完成作品の該当場面と比較してギャオスに対抗するガメラが水中にいる描写が目立つ[10]。
- 造形物は着ぐるみがアクション用とアップ用の2つが作られ、前者は『3』のギャオス・ハイパー爆破シーンに流用された（頭部のみ現存）。そのほか、ギニョールや操演モデルなどが製作された[20]。造型を担当した原口智生は、自身が幼少期に見た映画『三大怪獣 地球最大の決戦』でのラドンの飛行人形を参考にギャオスの飛行人形を制作したところ、しなりが良いと操演部から好評であったという[21]。なお、東京タワーに営巣した際のギャオス（通称「お座りギャオス」）については、2022年にクラウドファンディングによる資金のもとで修復され、イベント『特撮のDNA/平成ガメラ3部作展』にて初展示となる東京タワーのミニチュアと共に展示される[22]。
- 映画公開時に発売されたバンダイのソフビでの商品名は「超遺伝子獣 スーパーギャオス」だった[23]。
- 『3』ではライブフィルムで登場する。
- ギャオスのデザインには西洋のドラゴンや春秋戦国時代の中国の竜のイメージが投影されている[24]。

### ギャオス・ハイパー
『ガメラ3 邪神覚醒』に登場。劇中では単に「ギャオス」と呼ばれる。
前作『ガメラ2 レギオン襲来』のレギオン戦でガメラが大量の「マナ」を消費した影響により、世界中にある耐久卵が一斉に孵化したことが示唆されている。『1』のギャオスに比べて体格はよりシャープかつ動物的なものとなり、体色も黒っぽくなっている。両翼の上部には新たに肘が形成されており、被膜を支える指のうち2本が肘の先から生えているほか、翼の皮膜のない3本の指の1本が親指のように生えている。また、飛行能力のみならず繁殖力も大幅に増大しているほか、パンフレットによると爪に猛毒を持つ（上記の通り、前作のギャオスも爪から毒を発するという設定が存在する）。
物語冒頭、フィリピンにて幼体の死骸が確認できるほか、メキシコにおいても成体の目撃が報告される。日本には渋谷近辺に『1』のギャオスと同じサイズにまで成長した個体が2頭出現するが、1頭は画面登場の時点でガメラのプラズマ火球によって墜落したうえ、全身に大火傷を負って眼球が飛び出すなどの深刻なダメージを受けた状態であり、墜落した後に着陸してきたガメラにハイ・プラズマで渋谷駅ごと止めを刺された。もう1頭はガメラと渋谷にて交戦し、プラズマ火球の連射を回避しながら超音波メスを放つなどの高い戦闘力で渋谷が壊滅するほどの激戦を展開するが、ビル越しに放たれたプラズマ火球を回避しきれず、3連射の直撃によって粉砕された。この戦闘の余波で尋常ではない人的・物的被害が出たため、日本政府はガメラ排除の方向に移行した。なお、世界中に大量発生したその他の個体もガメラによって倒されていたことが、劇中の台詞で示唆されている。
ラストではギャオス・ハイパーの大群が日本に向かって飛来するシーンが描かれ、対イリス戦による満身創痍の身を押して大群に立ち向かおうとするガメラを日本政府と自衛隊は総力で援護し、ガメラと共闘する方針を固める。物語は炎上する京都の空に向かって咆哮するガメラのシーンで終了しており、その後の詳細は不明。ただし、林家しん平による独自続編映画『駕瞑羅4 真実』では非公式ながら顛末が描かれている。
- 造形物は着ぐるみではなく、すべてギニョールや操演モデルである。実物大の幼体の死骸は、腐乱してハエがたかっている描写のために魚のすり身などを塗るなどしたところ、あまりにもひどい悪臭となったため、撮影終了後にはそのまま焼却処分されたという。
- 近藤和久の漫画『大怪獣激闘 ガメラ対バルゴン COMIC VERSION』にも登場する。

### ガメラ：宇宙の守護神
草薙浅黄や長峰真弓が登場するなど平成3部作の世界観で展開されたアメコミ作品『ガメラ：宇宙の守護神』では、スーパーギャオスに該当する亜種が超音波メスの代わりに口から吐く火炎を主な武器としている。本作では、ジグラが異星人である「ブルーマーク星人」の開発した生物兵器であり、バイラスもこの異星人の技術を応用して生み出されているが、ギャオスに関しては「ブルーマーク星人」との関係性は言及されていない。
架空のメキシコの都市「グアノホタ」に本作の人間側のヴィランである女科学者のグレタ・カルボーンが怪獣の培養・開発施設を構えており、草薙浅黄と長峰真弓がグアノホタが調査のために訪れていたタイミングで一体のギャオスが同市を襲撃する。そこにガメラが飛来してギャオスと戦い、激闘の末にグアノホタ湾にギャオスを叩きつけて上空から火炎噴射を浴びせて撃破した。

### スーパーギャオス
上述の『ガメラ 大怪獣空中決戦』に登場した同名のキャラクターとは別に、同作の関連作品であるゲームボーイ用のテレビゲーム作品『ガメラ 大怪獣空中決戦』（エンジェル）に通常のギャオスとは別に登場した敵キャラクター。

### アルビノギャオス
『駕瞑羅4 真実』に登場。ギャオス・ハイパーの突然変異体。

## 『小さき勇者たち〜ガメラ〜』のギャオス

### オリジナルギャオス
劇中の1973年にガメラ（アヴァンガメラ）と戦った怪獣。成体4頭の群れで大王崎に出現し、皆で襲いかかってガメラの喉や首の肉を食いちぎるなどガメラを苦しめたが、ガメラの最後の手段である自爆によって爆死し、全滅した。その後、ギャオスの発生は確認されておらず、具体的な出自などについてもまったく触れられていない。また、一度も名を呼ばれることはなかった。『ともだち 小さき勇者たち〜ガメラ〜』では、アヴァンガメラの火球攻撃を封じるためにガメラの下顎を嘴で貫通している。
設定上では過去作品の個体と同様、強靱な生命力を持っている。本作品に登場する怪獣ジーダスは、ギャオスの死骸を食べた肉食性爬虫類が変異したものと設定されており、人肉を好む性質など共通点も多い。なお、ジーダスの他にも怪獣化した存在がいるとされており、小説版の一つである『ともだち 小さき勇者たち〜ガメラ〜』ではバルゴン、バイラス、ギロン、宇宙ギャオス、ジャイガー、子供ジャイガー、ジグラに該当する存在が登場している。また、ジーダスの性格と行動原理は「ギャオスによって支配・誘導されている」ともされている。
本作のスピオンオフ漫画である『ガメラ2006 HARDLINK』では、オリジナルギャオスの群れは日本列島の各地を襲撃し、当時の自衛隊の総戦力の17%が失われたとされる。また、超音波メスがアヴァンガメラの甲羅ごと貫通する威力になっている。アヴァンガメラの自爆後に10年間を費やして10万人規模を動員してガメラとギャオスの生態情報の回収を行ったが、死骸などが回収されたギャオスとは異なりアヴァンガメラの痕跡は細胞一片すら発見されず、また再現されたアヴァンガメラのDNAのレプリカはギャオスのDNAを破壊する効果を持つ事が確認された。その後、トト（ガメラ）とジーダスの出現まで新たな怪獣の出現や怪獣同士の生態系の存在が確認されず、「巨大生物審議会」は解体される直前だった。
『ともだち 小さき勇者たち〜ガメラ〜』では、日本を襲撃したオリジナルギャオスの総数は不明であり、波切の戦いでも登場人物が視認できるだけでも最低7体が参戦していた。雨宮教授は長年のギャオス細胞（GU細胞）の研究の結果として怪獣の生態に関する知見を得ただけでなく、起源などについても様々な仮説を立てている。以下は同著に記載されたギャオスの特徴および雨宮の仮説である。
- オリジナルギャオスは「完全体」であり、全個体が「同体」つまり「何体存在しようと全て自分」の可能性があり、互いに争わずに統率が取れた行動を見せる。オリジナルギャオスはとある種類のコウモリの巣とギャオス細胞が何らかの形で接触して誕生した。ただし、この「同体」という表現には「同一個体」とも「クローン」とも取れる意味合いである[28]。
  - 宇宙ギャオスやジーダスや他のギャオス細胞に由来する怪獣たちは「不完全体」であり、出自と姿や能力こそ大きく異なるが同一の遺伝子を有している。宇宙ギャオスは別種のコウモリ、ジーダス・Gバルゴン・Gジャイガーはトカゲ、Gバイラスはイカ、Gギロンはマガキガイ、Gジグラはミズウオが怪獣化した存在である[28]。
- ギャオス細胞（GU細胞）は変質性と免疫性が非常に高いが、液体の分子結合を切り離すための気化エネルギーの関係上、宇宙空間では活動と増殖が抑制される[28]。
- ガメラ細胞（GA細胞）とギャオス細胞（GU細胞）は互いにナチュラルキラーの関係にあり、がトトの殺傷を目論む理由の一つとされている。これらのギャオス細胞に由来する怪獣（不完全体）たちは、ギャオス細胞に備わった帰巣本能の一環として、オリジナルギャオスの「続き（ガメラと人類の殲滅）」を行う[28]。
- 「不完全体」同士は互いに争い、殺し合うことで弱い個体を淘汰して「完全体」へと至る。宇宙ギャオスが互いに殺し合ったり、ジーダスと他の怪獣が波切では統率を取らずに互いに争っていたのもこのためである[28]。
- オリジナルギャオスも「不完全体」も表皮にステルス機能を有しており、最新鋭のレーダー（マイクロ波、音響探知、レーザーパターン、熱源探知）を無効化するために追跡が困難である[28]。
- 「不完全体」が同時に出現したのも偶然ではなく、ジーダスを含む「不完全体」は成長のためにアヴァンガメラの自爆の後は暖かい海を目指して南西諸島に向かった[28]。

この他にも、ジーダスの由来であるトカゲはオリジナルギャオスの死骸の眼球に「触れる直前」から怪獣化が始まっていたとする裏設定も存在する。
過去のギャオスよりも体重が重い一方で小型化しているが、『ガメラ 大怪獣空中決戦』の初期稿であり『小さき勇者たち～ガメラ～』の原案である初期案の「小中ガメラ」でも、プロット上におけるギャオスの最終的な大きさは20-25メートル以上とされている。
造形物は『ガメラ3 邪神覚醒』と同様にぬいぐるみはなく、すべてギニョールや操演モデルである。また、全身モデルはなく、CGで表現されている。体色と翼の構造はギャオス・ハイパーとほぼ同じだが、被膜のない指が2本になっている。なお、伊勢湾やその周辺は本作だけでなく『大怪獣空中戦 ガメラ対ギャオス』の舞台でもあり、『ガメラ 大怪獣空中決戦』や『ガメラ3 邪神覚醒』の初期稿でもガメラが複数のギャオスと志摩や伊良湖岬の周辺で戦闘を行う描写が存在し、オリジナルギャオスの超音波メスが地面を伝わりながらアヴァンガメラに被弾するシーンは『ガメラ3 邪神覚醒』の渋谷戦で予定されていた描写の再現だとされている。

### 宇宙ギャオス
『ともだち 小さき勇者たち〜ガメラ〜』に登場した、雨宮の長年に渡るギャオス細胞（GU細胞）の研究の副産物として誕生した非検体の特殊なギャオス。宇宙空間ではギャオス細胞の働きが抑制される事を突き止めた雨宮が、ギャオス細胞を培養（再生）させた後に、宇宙空間の環境を再現する施設でオガサワラオオコウモリ、クビワオオコウモリ、オキナワコキクガシラコウモリ、アブラコウモリなど多種類のコウモリを使用して生み出した。非検体となるコウモリには絶滅危惧種も多いなど研究は難航し、失敗例も多数あったとされる。
ギャオス細胞が抑制された結果として体長も2メートル程度にしか成長しないが、強い紫外線を反射するために体色が銀色に変貌した。「完全体」であり「同一の個」であるオリジナルギャオスとは異なり、異なる種類のコウモリから発生した宇宙ギャオスはギャオス細胞の特性の一つである「弱い個体を淘汰して生き残りが完全体へと至る」という行動原理に支配されて互いに殺し合ったため、33年後の2006年に生存していたのは1体だけであった。

## 『GAMERA』のギャオス
ガメラ生誕50周年記念でKADOKAWA制作、石井克人監督の『GAMERA』に登場。本作品でも平成版のように群れで東京を襲撃し、逃げ惑う人々を追い回しては捕食する姿や、共食いする姿が描かれている。超音波メスを発射している個体も背景に複数いた。
子供・マナフ（演：高橋琉晟）を連れて逃げる父親（演：宮藤官九郎）を追い回した個体は、まもなくマナフを突き飛ばして守った父親を捕食してマナフにも襲いかかるが、巨大な別個体のギャオスに食い殺され、その別個体もまたマナフを捕食しようとするものの、そこへ現れたガメラに叩き潰される。その後に現れた多数の群れも、ガメラの火炎噴射ですべて焼き払われる。
- 3DCGで表現されてより細身になり、背中に1列の背鰭が骨状に隆起して並ぶほか、歴代ギャオスとの最大の違いはそのドラゴンを思わせる姿（尾が細長く頭部や舌も鳥類よりはヘビなどの爬虫類に近いうえ、口先などが幾分丸みを帯びている）にある。ガメラに倒される際には、ギャオス・ハイパーのように眼球が飛び出る描写がある。

## 『GAMERA -Rebirth-』のギャオス
『GAMERA -Rebirth-』に登場したギャオス。こちらでも、平成3部作と『GAMERA』のデザインと設定を踏襲しており、従来のようなコウモリや鳥やドラゴンの意匠だけでなく、『GAMERA』と同様にこれまでよりも「ヘビ」や「ドラゴン」らしさを意識してデザインされている。また、目の周りの模様は仏像や仏画で表現されている炎をイメージした様相になっている。
本作には通常のギャオスと超大型個体、特異個体である「エスギャオス」が登場した。
他の怪獣と同様に、超古代文明による戦闘兵器および人口調節装置である。そのために、他の怪獣と同様に電磁誘導管など体内構造に類似性を持っており、赤色の目、紫色の血液、何かしらの「伸びる」身体部位を持つことも他の敵怪獣と共通している。とくにギャオスとジグラは同系統同士であるために骨格などに類似性がとくに強いとされている。ギャオスとジグラは胸部に主力武器の生成器官を持ち、足の裏にダイオウホウズキイカの吸盤を意識した「牙のある吸盤」を持つ点も共通している。
孵化時には体高が3-5センチメートルほどであるが、1週間で体高5-10メートル、通常は最大で体高20-25メートルにまで成長するとされているが、劇中では小型の群れと超大型個体が西新宿でガメラと戦った。絵コンテでは、人間を襲う個体が劇中よりも大型であったり、20-25メートルサイズの群れがガメラと戦う構図も考案されていた。人間を捕食する度に巨大化し、とくに人間の子供に対して強い食欲を示す。
知能が高く極めて残忍であり、各個体が共食いの危険性を回避するために戦略的な行動を取ろうとするほか、獲物（人間）を意図的に逃がして恐怖を与えてある程度逃がしてから再度捕獲して捕食しようとするなどの面も持つ。また、初めて見るガメラやミサイルなどの危険性を瞬時に察知してガメラに対しては不本意ながらも集団戦術を行ったり、ガメラの接近を事前に察知する描写も存在する。さらに、遺骸も不自然に融解したり有毒性のガスを噴出する。
攻撃対象を口から発する超音波メスで切り刻む。超音波メスは歴代とは異なり赤色のカラーリングを持ち、また「メーザー」や「レーザービーム」であるとされている。胸部の超共振器官で発生させた電撃を帯びた赤色の高熱の光線は人体を瞬時に破砕するだけでなく、光線の付近の人間の眼球が破裂するほどの高温を持っている。超音波メスは攻撃だけでなく、獲物の肉を食べやすい大きさに調整したり、巨大な獲物の死体に侵入する場合にも使われる。また、長大なヘビのような舌を持っており、これを槍のように瞬時に伸ばして対象（人間）を串刺しにして、ヘビと同様に顎関節を外して獲物を吞み込もうとする。足の裏にある吸盤によって垂直で平坦な壁にも吸着したり、ガメラとの戦闘でガメラに掴みかかったりする。翼の先端や脚の猛禽類に近い形状の鉤爪はガメラの鱗装甲にもダメージを与える。また、他の怪獣と同様に体表に不可視の「シールド」を発生させて物理攻撃を軽減させるが、ガメラは圧倒的な質量を持ち、「火焔弾」や「火焔旋撃」などに特定波長のパルス放電を使用してこれらの「シールド」を貫通・無効化させるために、ガメラに対しては有効性が低い。また、喉には複数の人間をまとめてすり潰す器官を持っている。
数百個以上の卵（増殖球）がニューギニア島の奥地の大空洞の奥底の石柱群の頂上面に設置されていた。ここはとある採掘基地であったために現在の人類に発見された。孵化後は発掘に携わったユースタス財団の研究員を殺害し、共食いを経て40頭ほどが群れを成し、フィリピンを経由して日本列島に飛来した。

### エスギャオス
ユースタス財団の上層部（評議会）によって生成された、幼生ギャオスに遺伝子変異を促す特殊なRNAガスを投与した結果誕生した突然変異の個体であり、ユースタス財団によればこのような個体が発現するのは10万年ぶりだとされている。さらに、人間を捕食しバイラスの死骸を摂取したことによって増殖細胞が暴走し、通常のギャオスとは比較にならない大きさと攻撃力と防御力を得たが、一方で飛行能力を失っており、劇中では泳いで与那国島近海から石垣島まで移動している。名前の「S」は「Special Mutation」を意味するが、制作陣は「すごいギャオス」という意味も込めているとされる。歴代のシリーズ怪獣でも非常に大型である。
幼生時には左右に三つずつの目を持っており、成長すると二つずつに減少する。成長すると頭部の両側に可変可能な四つの角を持ち、左右に一枚ずつの「反射膜」を持つ。超音波メスの発射の際にはこの反射膜が帯電する。舌から対象怪獣の遺伝子コードを書き換える特殊なRNAウイルスを投与する能力を持ち、劇中ではガメラの口から注入したが、絵コンテではガメラの喉を貫通して直接注入する構図が考案されていた。超音波メスの威力も上昇しており、軍艦や戦車を容易く破断したり、チャージした光線は海水を吹き飛ばす威力を持ち、着弾点の砂地が焼け焦げている。しかし、劇中ではガメラの鱗装甲を貫通することはできていない。飛行能力を失っているためなのか、劇中では鉤爪を攻撃に使用する場面はなかった。一方で、弱った状態のガメラの火焔弾の連続攻撃には耐えている。
与那国島近海でのガメラとバイラスの戦闘によって負傷したエミコ・メルキオリを捕食し、バイラスの死骸を貪ったことによって急成長し、ユースタス財団の評議会メンバーの意図通りにガメラを狙って石垣島の枝先半島に現れた。回復途上のガメラであったが、人類との共闘もあって最終的にはエスギャオスを「火焔烈球」で撃破することに成功したが、エスギャオスによって投与されたRNAウイルスによって遺伝子コードを上書きされてしまった。

## 亜種

### シーギャオス
漫画作品『ガメラ外伝Ver2.5』に登場した海棲型ギャオス。巨大な槍状の頭部と背びれを持ち、翼はヒレ型になるなど、水中に適した姿に変異している。
海洋で水面下から船舶を襲う謎の巨大生物だったが、自衛隊の巡視船を襲撃中、出現したガメラの攻撃を受けて姿を現し、海棲性のギャオスであることが判明する。海中を高速で移動しながら超音波メスで攻撃してくるが、巡視船により海面に誘導されたところを、ガメラの火球を受け爆散した。
なお、1996年の秋頃に『ガメラ2.5』という一体の幼体ギャオスと農村の老人たちの戦いを描いた企画が存在していた。

### イリス
『ガメラ3 邪神覚醒』に登場。作中ではギャオスの変異体と見なされているが、その姿は同種とはほど遠い。